# Шовковичне (Бахчисарайський район)
Шовкови́чне (до 1945 — Коу́ш, Куву́ш, крим. Quvuş) — колишнє село в УРСР; входило до складу Верхоріченської сільської ради Бахчисарайського району Кримської області.
Розміщувалось у верхів'ї річки Кача, в глибині Головного пасма Кримських гір, за 5 км вище греблі Загірського водосховища та приблизно 25 км від районного центру — міста Бахчисарай.
Відселене після 1980 року через будівництво в цих місцях Загірського водосховища.
Зняте з обліку 17 лютого 1987 року рішенням виконавчого комітету Кримської обласної ради народних депутатів.